# Scacchi in Azerbaigian

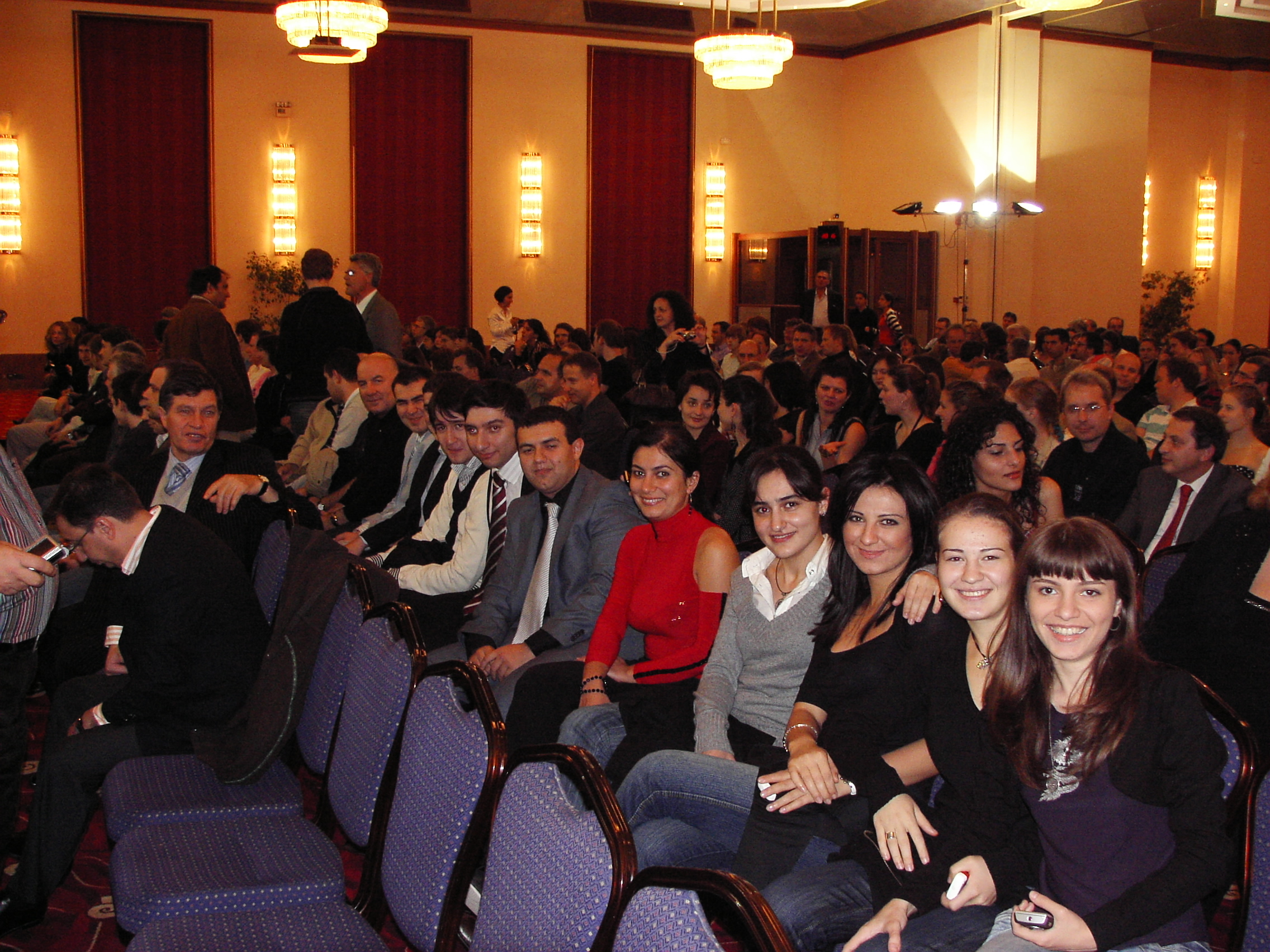
Le nazionali assoluta e femminile dell'Azerbaigian durante il Campionato europeo 2007

Gli scacchi in Azerbaigian, coordinati dalla Federazione Scacchistica Azera (ACF), vengono considerati uno degli sport più popolari nella nazione. 

## Storia

### Origini
Citazioni sugli scacchi si trovano nelle opere di poeti persiani del XII secolo quali Khaqani e Nizami, come in quelle dello scrittore e poeta turco di origine azera Fuzuli (XVI secolo), oltre ad altri. Il filosofo e scrittore azero Mirza Fatali Akhundov ne ha spiegato le regole nel suo poema del 1864 Il gioco di Shatranj.

### L'Azerbaigian parte dell'URSS
Gli scacchi azeri assunsero una forma organizzata poco tempo dopo la creazione della Repubblica Socialista Sovietica Azera nel 1920, il gioco ebbe quindi un rapido aumento di popolarità. La prima rubrica di scacchi su un quotidiano apparve agli inizi degli anni '20 sul Bakinsky Rabochy. Il primo Campionato di Baku si svolse nel 1923, mentre è del maggio 1929 il match su 8 scacchiere contro la rappresentativa di Tbilisi, capitale della Repubblica Socialista Sovietica Georgiana.
Nel 1934 si svolse il primo Campionato azero di scacchi, vinto da Selimkhanov, che l'anno successivo divenne Presidente della Federazione. Il primo campionato femminile si svolse invece nel 1936. Dello stesso anno è la vittoria di Alla Polisskaya nel Campionato del Caucaso del Sud. Due anni dopo una scuola scacchistica femminile venne aperta a Baku presso un Circolo di Scacchi e Dama.
Si trattava di eventi, di livello locale o nazionale, tenuti a cadenza irregolare, attività che venne del tutto interrotta dalla Seconda guerra mondiale sul fronte orientale. Dal 1947 i tornei hanno assunto cadenza annuale.

### Dagli anni '90

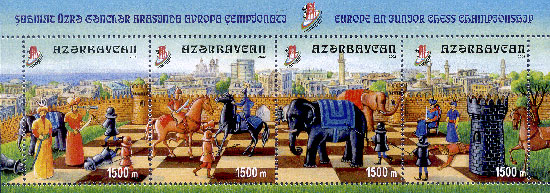
Francobolli azeri del 2002 da 1500 Manat

Da dopo la dissoluzione dell'Unione Sovietica, e la conseguente indipendenza azera, i suoi rappresentanti hanno ottenuto buoni risultati in diverse competizioni internazionali, campionati mondiali ed europei.
La nazionale assoluta ha vinto l'Oro nel Campionato europeo di scacchi a squadre nel 2009, 2013 e 2017, oltre ad un argento nel 2011 ed un bronzo nel 2007.
La nazionale femminile ha vinto la medaglia di bronzo nel Campionato europeo nel 1992 (oltre che, quell'anno all'esordio olimpico, giungere 7a su 67 nella 30ª edizione delle Olimpiadi svoltesi a Manila) e nel 2019.
A livello di club, la SOCAR-Azerbaijan ha vinto la Coppa europea per squadre di club nel 2012 e nel 2014.
I Grandi Maestri Şəhriyar Məmmədyarov,, Vüqar Həşimov e Teymur Rəcəbov hanno raggiunto posizioni tra il 4º e il 6º posto al mondo nella classifica FIDE del punteggio Elo.
Teymur Rəcəbov ha inoltre vinto l'edizione 2019 della Coppa del mondo svoltasi a Chanty-Mansijsk, in Russia.
Il 5 maggio del 2009 il presidente azero İlham Əliyev, anche Presidente del Comitato Olimpico Nazionale, ha firmato un ordine esecutivo che ha dato l'avvio al supporto statale al programma di sviluppo scacchistico nazionale per il periodo 2009-2014.
La capitale Baku ha ospitato la Coppa del mondo 2015 e le Olimpiadi del 2016.
Al settembre 2020 la Federazione Azera è 7a nella classifica FIDE per nazioni.